# Armonógrafo

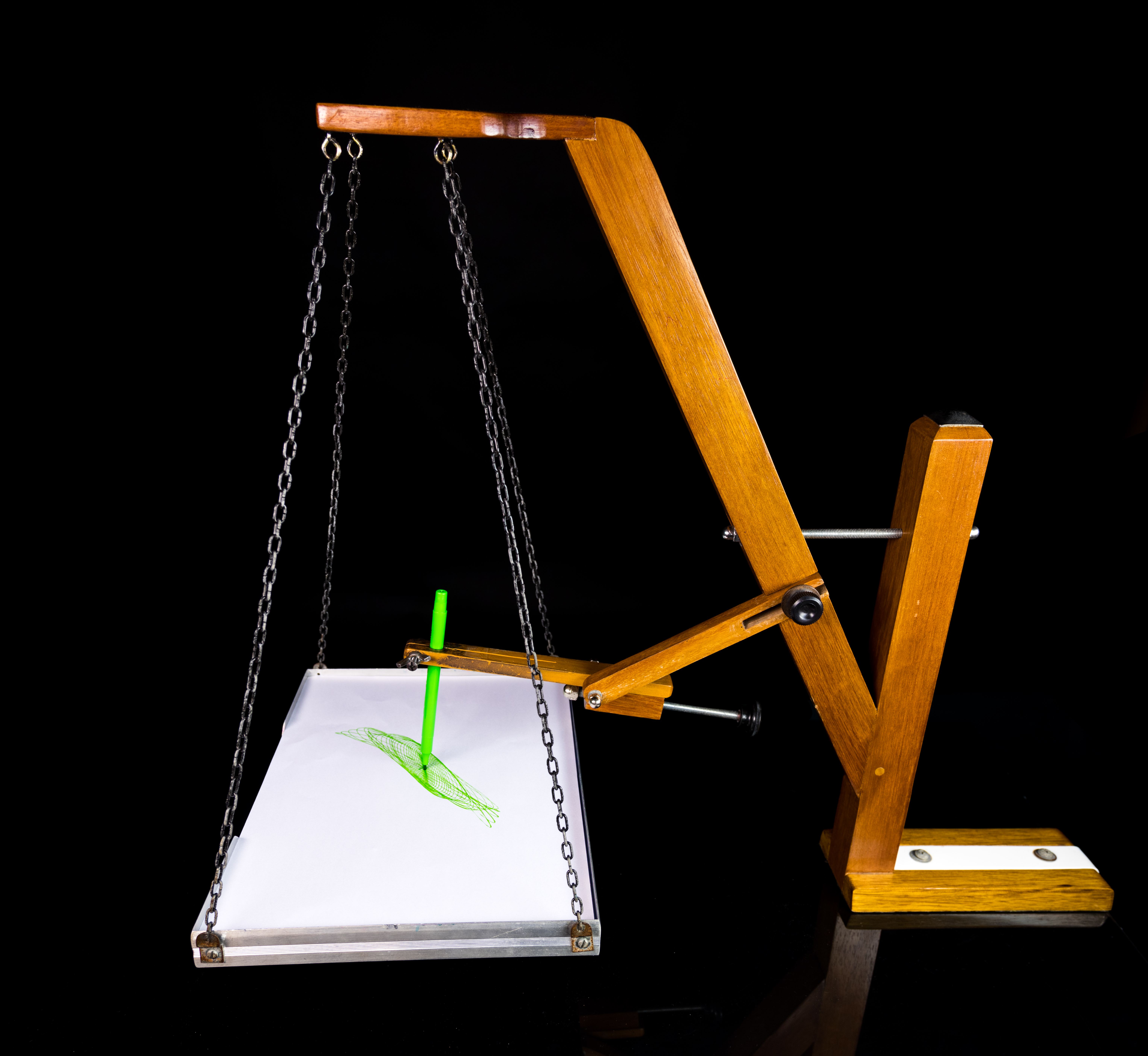
Armonógrafo

Un armonógrafo es un aparato mecánico que utiliza péndulos para crear una imagen geométrica.
Los dibujos creados son curva de Lissajous, figuras que fueron investigadas por Nathaniel Bowditch en 1815 y después, con mayor detalle, por el matemático y físico francés Jules Antoine Lissajous al intentar hacer visible el movimiento vibratorio provocado por el sonido en un diapasón. 
En el experimento original, Lissajous creó un dispositivo formado por dos diapasones de distintas frecuencias de vibración y colocó un espejo pequeño sobre cada diapasón. Luego colocó el conjunto de forma que un rayo de luz se reflejase, sucesivamente, en ambos espejos antes de proyectarse sobre una pantalla. La imagen que aparece en la pantalla (con apariencia de continuidad, dada su persistencia en la retina del espectador) es la figura. Este aparato fue el antecesor de los armonógrafos.
Los armonógrafos, comenzaron a aparecer a mediados de siglo XIX y alcanzaron su punto máximo de popularidad en la década de 1890. Si bien su invención no puede ser atribuida a una sola persona, se adjudica su invención oficial a Hugh Blackburn, profesor de matemáticas en la Universidad de Glasgow.
Un armonógrafo lateral sencillo, utiliza dos péndulos para controlar el movimiento de una pluma en relación con una superficie plana donde dibuja. Un péndulo mueve la pluma de un lado a otro a lo largo de un eje y el otro péndulo mueve la superficie de dibujo de ida y vuelta a lo largo de un eje perpendicular a la pluma. Al variar la frecuencia y la fase de los péndulos, se crean diferentes patrones. Incluso un armonógrafo simple, como se describe, puede crear elipses, espirales, ochos y otras figuras de Lissajous. Los armonógrafos más complejos, pueden incorporar tres o más péndulos unidos entre sí y dibujar figuras más complejas. Un programa informático adecuado puede convertir las ecuaciones de movimiento de los péndulos en una gráfica y emular los dibujos producidos por un armonógrafo.

## Galería

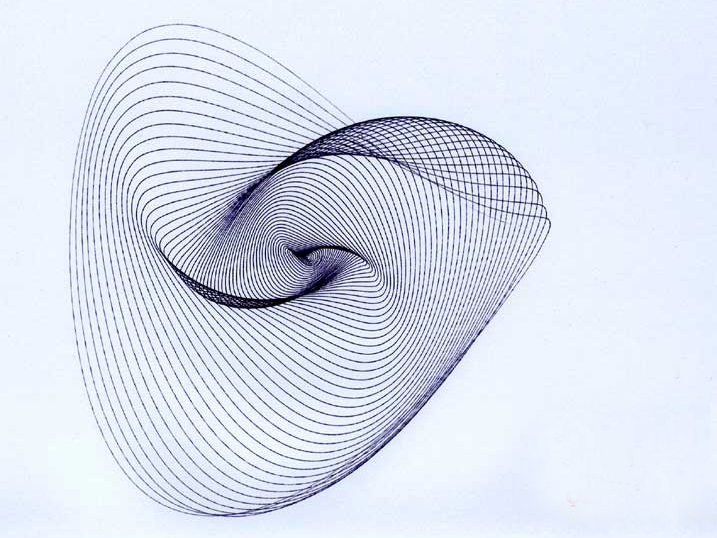
Imagen generada por un armonógrafo.
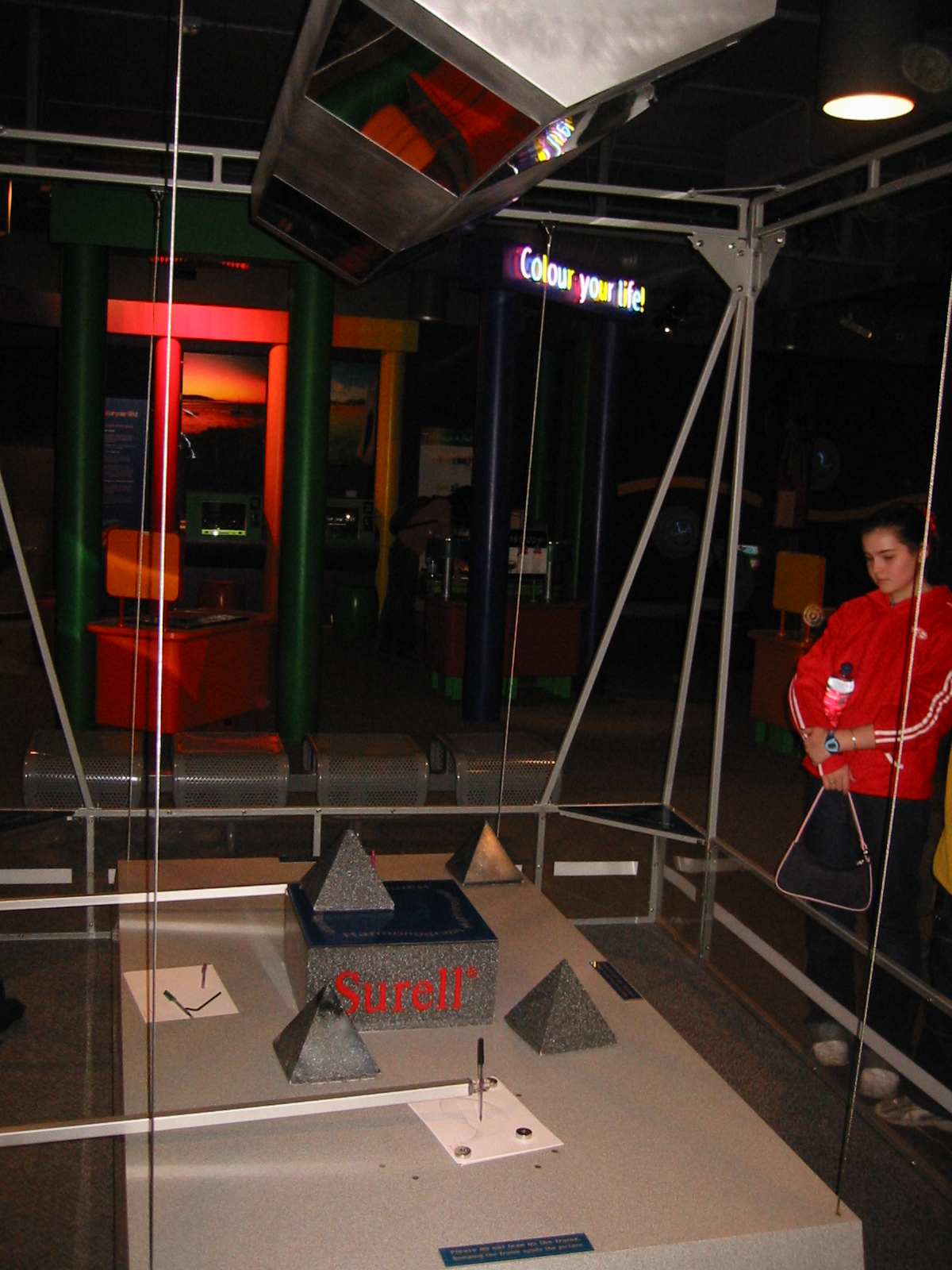
Un armonógrafo en Questacon en Canberra, Australia.